# Interférence linguistique
L’interférence linguistique est un phénomène causé par le contact des langues. Elle consiste en l’influence qu’un système linguistique (langue, variété de langue) exerce sur un autre.
La sociolinguistique s’intéresse à l’interférence en tant que corollaire du bilinguisme et du multilinguisme, consistant en l’ensemble des faits de langue qui en résultent lorsque le locuteur emploie l’une des langues,,.
La didactique des langues étrangères s’occupe de l’interférence comme phénomène impliqué dans leur apprentissage,,.
Dans les perspectives synchroniques ci-dessus, qui concernent l’individu, l’interférence est occasionnelle et elle est une source d’erreurs par rapport aux règles de la langue utilisée,,,.
D’un point de vue diachronique, celui de la linguistique historique, l’interférence est un facteur de la formation et de l’évolution des langues, qui se manifeste par des éléments de substrat, de superstrat et d’adstrat, les éléments d’adstrat étant les emprunts, qui ne sont plus occasionnels,.
La sociolinguistique s’occupe également de l’interférence des systèmes linguistiques que constituent les variétés d’une même langue ayant des statuts sociaux différents,.

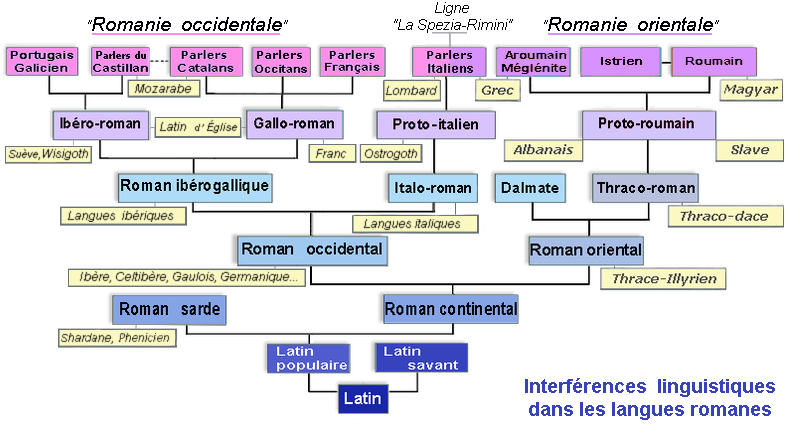
Un exemple d'interférences linguistiques diachroniques : celui des langues romanes.

## Situations où se manifeste l’interférence

### Le bilinguisme
L’interférence linguistique apparaît en premier lieu chez les locuteurs bilingues et multilingues. Il y a beaucoup d’individus bilingues pour diverses raisons, ainsi que des catégories entières de bilingues : membres de minorités linguistiques qui cohabitent avec une majorité dans de nombreux pays, personnes immigrées, locuteurs de colonies et anciennes colonies qui parlent la langue des colonisateurs aussi, etc. La qualité du bilinguisme est différente entre individus et entre catégories de locuteurs. Le bilinguisme symétrique, impliquant des compétences à peu près égales dans les deux langues est plus rare que le bilinguisme asymétrique, dans lequel la langue maternelle est dominante. Pour cette raison, chez les bilingues il y a, dans une mesure plus ou moins grande, en fonction de la qualité de leur bilinguisme, interférence des langues utilisées, c’est-à-dire les locuteurs appliquent parfois des règles de leur langue maternelle quand ils utilisent la langue seconde, mais il existe aussi des cas inverses, d’introduction d’éléments de la langue seconde dans l’emploi de la langue maternelle.

### L’apprentissage des langues étrangères
Un phénomène toujours présent lors de l’apprentissage d’une langue étrangère est le transfert, qui est de deux types du point de vue de son utilité. L’un est le transfert positif, basé sur l’identification correcte des équivalences structurelles entre la langue maternelle et la langue cible, c’est-à-dire la langue à apprendre. C’est le cas lorsque l’apprenant transpose de façon adéquate les éléments et les structures de sa langue maternelle aux correspondants de ceux-ci de la langue cible. Cependant, il y a aussi transfert négatif, ce syntagme étant équivalent, en didactique, de l’interférence, qui est une source d’erreurs. Par celle-ci, l’apprenant a tendance à étendre la sphère des équivalences en établissant des correspondances erronées entre éléments et structures des langues en contact,,,.
La didactique moderne évite l’emploi des termes « faute » ou « erreur » concernant l’apprenant. En revanche, elle utilise la notion d’interlangue en tant que système linguistique ayant sa propre structure, créé par l’apprenant, différent tant de sa langue maternelle, que de la langue cible. L’interlangue a un système de règles évolutif, qui inclut des faits de langue dus à l’interférence, c’est-à-dire au transfert négatif,.

### La diglossie
Chez le locuteur diglossique il peut y avoir interférence des variétés d’une même langue se manifestant par l’alternance codique (en anglais code-switching), c’est-à-dire par l’emploi d’éléments de plus d’une variété dans une même situation de communication. Il y a des situations où cette interférence n’est pas considérée comme une erreur. Les locuteurs qui connaissent, à côté d’une variété sans prestige (ex. dialecte, le registre de langue familier) une variété de prestige (la variété standard, le registre courant, éventuellement le registre soutenu), sont capables de les alterner, c’est-à-dire d’utiliser l’une ou l’autre pour se conformer à des situations de communication différentes, et aussi d’introduire des éléments de l’une ou de l’autre dans le cadre de la même situation, pour nuancer leur expression, par exemple pour exprimer du sérieux à un moment et de l’ironie à un autre.
Un exemple d’interférence entre variétés est celle de la langue des médias en Grèce, qui combine des éléments de la katharevousa (variété de prestige) et de la dhémotiki (variété sans prestige).
Dans la linguistique hongroise on distingue des variétés appelées « langues communes régionales ». Elles sont parlées par des personnes qui connaissent très bien la variété standard, y compris des intellectuels. Leur parole présente tous les traits grammaticaux standard, mais aussi des traits phonétiques et certains mots spécifiques pour le dialecte de la région où ils vivent. Dans le cas du français, un phénomène de cette nature est la prononciation plus fréquente que dans le Nord de la France, du [ə] (dit « e muet ») par des locuteurs du Midi qui, à d’autres égards, parlent le français standard.

## Phénomènes d’interférence
L’interférence peut affecter tous les domaines de la langue. Premièrement, la langue maternelle influence la langue seconde.
Chaque langue ayant sa base d’articulation, c’est-à-dire un ensemble d’habitudes articulatoires spécifiques, des locuteurs qui connaissent très bien une langue seconde gardent toutefois certaines prononciations de leur langue maternelle en parlant la langue seconde. Il s’agit d’interférence phonétique, ce qu’on appelle en langue courante « accent » étranger. Par exemple, il arrive qu’un locuteur natif de français qui parle espagnol ou russe ne prononce pas le /r/ comme dans ces langues, une consonne roulée alvéolaire voisée ([r]), mais comme en français standard, une consonne fricative uvulaire voisée ([ʁ]).
L’interférence est morphologique par exemple lorsqu’un locuteur natif d’allemand met le mot français féminin la mort au masculin, comme der Tod « la mort » dans sa langue.
Les interférences syntaxiques concernent, par exemple, l’emploi erroné des prépositions, ex. I am going at school dit par un locuteur natif de français au lieu de (en) I am going to school « Je vais à l’école », le français n’ayant qu’une seule préposition, à, pour traduire les deux prépositions anglaises.
Les interférences lexico-sémantiques sont causées par ce qu’on appelle « faux-amis », des mots à forme identique ou presque dans deux langues, éventuellement de la même origine, mais ayant des sens différents, par exemple :
(it) macchina « machine, voiture » vs (fr) machine ;
(en) figure « nombre » vs (fr) figure ;
(en) cold « froid » vs (it) caldo « chaud » ;
(es) presidio « prison » vs (de) Präsidium « présidence ».
La langue seconde influence à son tour la langue maternelle de locuteurs des minorités linguistiques. Par exemple, à la suite d’études sur l’emploi de leur langue maternelle par des locuteurs de hongrois en dehors de la Hongrie, on a obtenu des données sur les faits de langue affectés par ce type d’interférence. Exemples :
- dans le vocabulaire :
  - des mots de la langue majoritaire, ex. tyepláki (en Slovaquie) vs (hu) melegítő « survêtement sportif » ;
  - des calques lexicaux de structure morphématique (traductions littérales de mots composés et de syntagmes), ex. technikai igazolvány (littéralement « certificat technique » (en Slovaquie) vs (hu) forgalmi engedély (litt. « permis de circulation ») « certificat d’immatriculation », « carte grise » ;
  - des mots empruntés par les deux langues mais dans une forme autre que celle du hongrois standard, ex. tribina (en Serbie) vs (hu) tribün « tribune » ;
- dans le système grammatical :
  - des calques syntaxiques (traductions littérales de constructions), ex. vesz egy taxit (litt. « prend un taxi ») (en Roumanie) vs (hu) taxiba ül (litt. « en taxi s’assied ») « il/elle prend un taxi ».

L’alternance codique est relativement fréquente chez l’individu bilingue aussi, dans son cas s’agissant de passage d’une langue à l’autre dans une même chaîne de sa parole. Le poids des éléments d’une langue par rapport à celui des éléments de l’autre peut être différent en fonction de divers facteurs. Exemples :
- phrase simple dans laquelle la langue maternelle (le turc) est prédominante par rapport à la langue seconde (le norvégien, représenté par un seul mot) : Adamlar yeri vaske yapıyor « Les hommes lavent (litt. laver) le sol » ;
- phrase complexe dans laquelle la langue maternelle (le swahili) est prédominante par rapport à la langue seconde (l’anglais, représenté par un mot et un syntagme) : Lakini niko sure ukienda after two days utaipata Uchimi Supermarket kwa wingi « Mais je suis sûr(e) que si tu y vas dans deux jours tu en trouveras en abondance au supermarché Uchimi » ;
- phrase complexe dans laquelle chacune des deux langues (allemand et anglais) est représentée par une proposition : Papa, wenn du das Licht ausmachst, then I'll be so lonely « Papa, si tu éteins la lumière je serai tellement seul(e) ».

## Interférence dans la formation et l’évolution des langues
Le contact des langues par l’intermédiaire de leurs locuteurs, avec les interférences qu’il cause, est un facteur important dans la formation et l’évolution des langues.
Certaines langues se sont formées à la suite de périodes suffisamment longues de bilinguisme de communautés linguistiques tout entières. Ainsi, l’interférence du latin des conquérants romains et de la langue des Gaulois devenus bilingues a mené à la formation du gallo-roman. L’influence du latin étant beaucoup plus importante sur le gaulois qu’inversement, l’interférence a eu pour résultat l’assimilation de ce dernier par le latin, à cause de la conversion linguistique des Gaulois à ce dernier. L’implantation de Germains (surtout Francs) en Gaule septentrionale a été suivie par une période de bilinguisme de ceux-ci, l’interférence de leur langue et du gallo-roman aboutissant cette fois à l’assimilation de la langue des nouveaux venus par celle des autochtones.
Les influences étant réciproques, bien que de poids différents, les langues assimilées laissent des traces dans la langue assimilatrice, étant son substrat et son superstrat, respectivement.
En sociolinguistique, les notions de substrat et de superstrat sont interprétées différemment, mais toujours en relation avec la formation de langues et de variétés de langues par les interférences dues au contact des langues. Il s’agit, par exemple, des pidgins, langues mixtes ayant le rôle de langues véhiculaires pour des locuteurs de langues maternelles différentes, qui sont en contact de façon répétée ou étendue à cause de relations commerciales, de l’esclavage, de la migration, etc., les pidgins étant des langues secondes pour ces locuteurs,,,. Les pidgins soit disparaissent après une période relativement courte, lorsqu’ils ne sont plus nécessaires, soit deviennent des langues créoles, qui sont des langues maternelles,. Un exemple de pidgin est le russenorsk du XIXe siècle (entre le russe et le norvégien), et de créole – le haïtien. Dans le cas de ces langues on appelle substrat la langue ou les langues maternelle(s) de peuples indigènes d’Afrique, d’Asie du Sud et du Sud-Est, des îles de l’Océan Indien et de l’Océan Pacifique, des Amériques, ou celle(s) des esclaves transportés d’une partie du monde dans une autre, et on appelle superstrat la langue d’une puissance coloniale ou d’un pays où les esclaves ont été transportés. Ainsi, le créole haïtien a pour superstrat le français. À la différence du superstrat vu comme plus haut celui du français, le superstrat des pidgins et des créoles reste dominant.
Par interférence des langues il se forme aussi des variétés de langue des puissances coloniales, employées par des locuteurs des populations colonisées, variétés qui subsistent après la décolonisation. Dans leur cas, le superstrat est une langue de la première catégorie, dominante, et le substrat – une langue ou des langues autochtones. On trouve de telles variétés en Inde, par exemple, appelées Indian English (plus proche de l’anglais standard) et Hinglish, plus fortement influencé par le substrat.
Les langues évoluent de façon continue par des changements dus à des processus internes, mais aussi à des phénomènes externes, parmi lesquels le contact des langues, avec les interférences qu’il cause. Au début, ce sont des écarts individuels, occasionnels, mais par la suite ils peuvent se généraliser dans toute la communauté linguistique et devenir des emprunts intégrés dans la langue réceptrice. Certains auteurs appellent adstrat l’ensemble de ces emprunts entrés dans la langue au cours de toute son histoire. Pour d’autres auteurs, l’adstrat est soit un type d’interférence de deux langues qui entrent en contact, soit une langue ou un dialecte qui interfère avec un autre idiome pris comme référence, soit l’ensemble des faits de langue résultant de l’interférence de deux langues,.
Le contact des langues peut mener à ce qu’on appelle une « aire linguistique » ou, traditionnellement, « union linguistique », en allemand Sprachbund. Ces termes désignent un groupe de langues non apparentées ou marginalement apparentées, mais géographiquement proches, qui présentent des traits communs dus à des interférences. Un tel groupe est, par exemple, celui appelé aire linguistique balkanique.

## Sources bibliographiques
- (ro) Bidu-Vrănceanu, Angela et al., Dicționar general de științe. Științe ale limbii [« Dictionnaire général des sciences. Sciences de la langue »], Bucarest, Editura științifică, 1997 (ISBN 973-440229-3, lire en ligne)
- (hu) Borbély, Anna, « 21. fejezet – Kétnyelvűség és többnyelvűség » [« Chapitre 21 – Bilinguisme et multilinguisme »], dans Kiefer, Ferenc (dir.), Magyar nyelv [« La langue hongroise »], Budapest, Akadémiai Kiadó, 2006 (ISBN 963-05-8324-0, lire en ligne [PDF]), p. 416–439
- (en) Bussmann, Hadumod (dir.), Dictionary of Language and Linguistics [« Dictionnaire de la langue et de la linguistique »], Londres – New York, Routledge, 1998 (ISBN 0-203-98005-0, lire en ligne [PDF])
- (en) Crystal, David, A Dictionary of Linguistics and Phonetics [« Dictionnaire de linguistique et de phonétique »], Blackwell Publishing, 2008, 4e éd. (ISBN 978-1-4051-5296-9, lire en ligne [PDF])
- Dubois, Jean et al., Dictionnaire de linguistique, Paris, Larousse-Bordas/VUEF, 2002 (lire en ligne [PDF])
- (en) Eifring, Halvor et Theil, Rolf, Linguistics for Students of Asian and African Languages [« Linguistique pour les étudiants en langues asiatiques et africaines »], Oslo, Université d’Oslo, 2005 (lire en ligne)
- (en) Brown, Keith et Ogilvie, Sarah (dir.), « Balkans as a Linguistic Area » [« Les Balkans en tant qu’aire linguistique »], dans Concise Encyclopedia of Languages of the World [« Petite encyclopédie des langues du monde »], Oxford, Elsevier, 2009 (ISBN 978-0-08-087774-7), p. 119-134
- (ru) Iartseva, V. N. (dir.), Лингвистический энциклопедический словарь [« Dictionnaire encyclopédique de linguistique »], Moscou, Sovietskaïa Entsiklopedia,‎ 1990 (lire en ligne)
- Kalmbach, Jean-Michel, Phonétique et prononciation du français pour apprenants finnophones (version 1.1.9.), Jyväskylä (Finlande), Université de Jyväskylä, 2017 (ISBN 978-951-39-4424-7, lire en ligne)
- (hu) Kiss, Jenő, « 18. fejezet – Nyelvjárások, regionális nyelvváltozatok » [« Chapitre 18 – Dialectes, variétés de langue régionales »], dans Kiefer, Ferenc (dir.), Magyar nyelv [« La langue hongroise »], Budapest, Akadémiai Kiadó, 2006 (ISBN 963-05-8324-0, lire en ligne), p. 358–379
- (hu) Kontra, Miklós, « 19. fejezet – A határon túli magyar nyelvváltozatok » [« Chapitre 19 – Variétés du hongrois à l’extérieur de la Hongrie »], dans Kiefer, Ferenc (dir.), Magyar nyelv [« La langue hongroise »], Budapest, Akadémiai Kiadó, 2006 (ISBN 963-05-8324-0, lire en ligne [PDF]), p. 380-401
- Picoche, Jacqueline et Marchello-Nizia, Christiane, Histoire de la langue française, Paris, Nathan, 1999, 3e éd. (ISBN 978-2091907680)
- (en) Weinreich, Uriel, Languages in contact. Findings and problems [« Langues en contact. Constats et problèmes »], New York, Publications of the Linguistic Circle of New York, 1953, chap. 1